# کاشینو (سرزمین آلتای)
کاشینو (به لاتین: Kashino) یک منطقهٔ مسکونی در روسیه است که در سرزمین آلتای واقع شده‌است.